# Masenate Mohato Seeiso
Masenate Mohato Seeiso (* 2. června 1976, Mapoteng) je současná královna choť Letsie III., krále Lesotha.

## Život
Narodila se 2. června 1976 v Mapotengu jako dcera Thekiso Mots'oenenga a jeho manželky 'Makarabo. V letech 1990–1996 studovala na Mezinárodní vysoké škole Machabeng v Maseru a roku 1997 nastoupila na Národní univerzitu v Lesothu, kde získala titul bakaláře.
V říjnu 1999 se zasnoubila s králem Letsiem III. Sňatek byl uzavřen 18. února 2000 v Maseru. Bylo to poprvé, co si lesothský král vzal prostou ženu. Spolu mají tři děti:
- princezna Senate Seeiso (nar. 2001)
- princezna Maseeiso (nar. 2004)
- princ Lerotholi Seeiso (nar. 2007)